# Маєвтика
Маєвтика (μαιευτική se. Τέχνη — «повивальне мистецтво») — запропоноване Сократом мистецтво витягувати приховане в людині правильне знання за допомогою майстерних навідних питань.

## Походження терміна
Термін походить від грецького слова та буквально означає «акушерство», «повивальне мистецтво», але зазвичай уживається для назви бесід чи суперечок, які вів Сократ. Він розробив власний метод пошуку істинного знання — мистецтво народження істини.
Від Сократа не залишилося творів, думки його записані Платоном і Ксенофонтом. Тому маєвтика, як термін філософії Сократа, була засвідчена у праці Платона (в діалозі «Теетет»). У цьому діалозі маєвтика — як щось на зразок повивального мистецтва, яким займалася його мати Фенарета:
«Від мене вони нічому не можуть навчитися, просто самі в собі вони відкривають багато прекрасного, якщо, звичайно, мали, і виробляють його на світло. Сповиті ж цього винуватці — бог і я»

Відмінність лише в тому, що Сократ допомагає не народженню дитини, а народженню думки, і робить це в діалозі з допомогою питань і відповідей.

## Суть методу
Сократ ніколи не давав готових відповідей. Своїми питаннями та запереченнями він намагався навести співрозмовника на правильні розумовиводи та рішення. Сократичний метод — це дедуктивний прийом, що складається у визначенні понять шляхом виключень. Суть у протиставленні зовнішнього софістичного знання та внутрішнього філософського, якому навчити не можливо, але можна відкрити в собі самостійно.

## Використання Сократом
Сенс маєвтики Сократа — у протиставленні зовнішнього софістичного знання та внутрішнього філософського. Сократ не займався вчителюванням (бо сам він «нічого не знає»), його діяльність була схожа на повивальне мистецтво, яким займалася його матір Фенарета, відмінність лишень у тому, що Сократ допомагає не народженню дитини, а творенню думки, і робить це в діалозі за допомогою питань і відповідей.
Сократ сам не може народити ідею, але допомагає народженню знання через діалогову систему спілкування, сприяє встановленню істини, що існує в неявному вигляді, через її «очищення» шляхом спеціальних мистецьки сформульованих запитань про суть тих чи інших (передусім соціальних) феноменів та ідей.
Маєвтика завжди виступає поряд із іншими прийомами сократівського методу: іронією, яка оголює суперечність, або незнання; індукцією, що на підставі знання про окреме робить висновок про загальне; дефініцією як процесом уточнення поняття.

## Мета маєвтики
Сократ за допомогою маєвтики, через постановку питань, намагався сформулювати проблему («знання — незнання») й у такий спосіб стимулювати співрозмовника на самостійний пошук її розв'язання (знаходження істини).

## Подальше використання
Надалі маєвтика та похідний прикметник «маєвтичний» використовують платоніки:
- у шкільній класифікації платонівських творів: згідно з Альбіном і Діогеном Лаерт, до «маєвтичного» виду належить діалог «Алківіад I»;
- пізніші неоплатоніки в коментарях на «маєвтичного» діалогу "Алківіад I "(Прокл, Олімпіодор) трактували маєвтику як перехід від незнання до істинного знання, укладеним у душі («сходження до мудрости»), і методологічно відрізняли її від «еротики» («сходження до краси») та «діалектики» («сходження до блага»), а в рамках розуміння структури діалогу — відрізняли маєвтику від спростування.

## Маєвтика в різних науках
1. Маєвтика пов'язується з ґенезою евристики в науці та освіті.
2. У філософії та логіці має зв'язок із елементарними індуктивними прийомами, пошуком загального в частковому, самопізнанні.
3. У пізнанні історичному — прийом добування загального факту-ідеї, від одиничного історичного факту до «соціального» знання та історичного процесу.